# Marie-Paule Quix
Marie-Paule Quix (Brussel, 14 juli 1956) is een Belgische voormalige politica.

## Levensloop

### Studies en academische carrière
Marie-Paule Quix doorliep haar kandidatuur Germaanse filologie aan de Universitaire Faculteiten Sint-Aloysius te Brussel, vervolgens doorliep ze haar licentiaat aan de Katholieke Universiteit Leuven, waar ze in 1978 afstudeerde. Ten slotte deed ze een uitwisselingsbeurs aan de Westfälische Wilhelms-Universität te Münster in Duitsland.
Van 1979 tot 1989 werkte ze als assistent Duits aan de Universitaire Faculteiten Sint-Aloysius en van 1989 tot 2004 was ze werkleider aan het Hoger Instituut voor Vertalers en Tolken (HIVT) in Antwerpen.

### Politieke carrière
Quix was de tweede echtgenote van Volksunie-politicus Vic Anciaux en de stiefmoeder van sp.a-politicus Bert Anciaux. Ze was ook lid van de Volksunie. Nadat de partij in 2001 uiteenviel, trad ze toe tot Spirit. Voor de Volksunie werd ze in 2000 verkozen tot gemeenteraadslid van Brussel, een mandaat dat ze uitoefende tot 2006.
Van 2004 tot 2009 was ze voor het kartel sp.a-Spirit Brussels Hoofdstedelijk Parlementslid en tevens fractieleidster. In januari 2009 stapte ze over naar de sp.a. In juni van datzelfde jaar kondigde ze haar afscheid uit de Brusselse politiek aan. Ze stelde ontgoocheld te zijn dat ze slechts lijstduwer mocht zijn op de Brusselse kieslijst.
Quix besloot terug te keren als halftijds lesgever naar haar HIVT van de Artesis Hogeschool. Daarnaast was ze van 2009 tot 2011 raadgever op het kabinet van Vlaams minister van Onderwijs Pascal Smet en van 2011 tot 2015 lid van het directieteam van de vzw Voorrangsbeleid Brussel, die de leer- en ontwikkelingsachterstand van anderstalige leerlingen in het Nederlandstalig basisonderwijs in Brussel probeert tegen te gaan door de professionaliteit en de kwaliteit van leerkrachten te verbeteren. Van 2015 tot 2020 was ze beleidsadviseur aan de faculteit Letteren en Wijsbegeerte van de Universiteit Antwerpen, waarna Quix op pensioen ging.

### Overige mandaten
Quix was bestuurder van de vzw Flagey, het Paleis voor Schone Kunsten en het Socio-cultureel Fonds Vic Anciaux en commissaris bij de Koninklijke Vlaamse Schouwburg. Tot 2004 was ze voorzitter van de raad van bestuur van de Brusselse Gewestelijke Huisvestingsmaatschappij.